# Церковь Рождества Христова (Манино)
Церковь Рождества Христова — православный храм Липецкой епархии. Расположена в селе Манино Хлевенского района Липецкой области.

## История
Рождественская церковь в Манино была построена в 1784 году на средства прихожан села.
Церковь включает в себя помещение с алтарной апсидой и примыкающею к ней двухъярусную колокольню. Приписной к Рождественской церкви считалась Николаевская церковь соседнего села Курино. По данным Справочной книги для духовенства Воронежской Епархии за 1900 год, в штате церкви числился священник Николай Алексеевич Прокопопов. Церковные земли включали в себя 33 десятины. Храм был закрыт в 1964 году.

## Архитектура
Храм представляет собой один из наиболее интересных памятников культового зодчества второй половины XVIII века на территории Липецкой области. В архитектуре храма соединены стилевые формы барокко и раннего классицизма.

## Современный статус
Согласно постановлению главы администрации Липецкой области от 27 февраля 1992 г. № 106 церковь Рождества Христова в селе Манино является памятником архитектуры и объектом исторического и культурного наследия областного значения.